# سعید نعمت‌الله
سعید نعمت‌الله  (زادهٔ ۱۰ شهریور ۱۳۵۶) فیلمنامه‌نویس و کارگردان ایرانی است. آثار فیلمنامه‌نویسی او حوالی اتوبان، طاووس‌های بی‌پر،  رستگاران، زیر هشت، خون‌بها، جراحت، شیدایی، دو ماجرا برای یک ازدواج، دیوار، مادرانه، مدینه، میکائیل، پشت بام تهران، زیر پای مادر، عقیق، برادر جان، خواب‌زده، زنبور کارگر، زمین گرم، حکم رشد و پدر گواردیولا است.

## زندگی‌نامه
سعید نعمت‌الله؛ ۱۰ شهریور ۱۳۵۶ در تهران به دنیا آمد، وی برادر حمید نعمت‌الله (نویسنده و کارگردان) و پسرعموی حمیرا نعمت‌الله (منشی صحنه) است.

## آثار

### نمایش خانگی
| نام سریال     | سال تولید | کارگردان      |
| ------------- | --------- | ------------- |
| پدر گواردیولا | ۱۴۰۱      | سعید نعمت‌الله |
| خواب‌زده       | ۱۳۹۷      | سیروس مقدم    |

### مجموعهٔ تلویزیونی
| نام سریال     | سال تولید | کارگردان          |
| ------------- | --------- | ----------------- |
| حکم رشد       | ۱۴۰۰      | حسن لفافیان       |
| زمین گرم      | ۱۳۹۹      | سعید نعمت‌الله     |
| برادرجان      | ۱۳۹۷      | محمدرضا آهنج      |
| عقیق          | ۱۳۹۶      | بهرنگ توفیقی      |
| زیر پای مادر  | ۱۳۹۶      | بهرنگ توفیقی      |
| پشت بام تهران | ۱۳۹۴      | بهرنگ توفیقی      |
| میکائیل       | ۱۳۹۴      | سیروس مقدم        |
| مدینه         | ۱۳۹۳      | سیروس مقدم        |
| مادرانه       | ۱۳۹۲      | جواد افشار        |
| دیوار         | ۱۳۹۱      | سیروس مقدم        |
| شیدایی        | ۱۳۹۰      | محمدمهدی عسگرپور  |
| جراحت         | ۱۳۸۹      | محمد مهدی عسگرپور |
| خون‌بها        | ۱۳۸۹      | جواد مزدآبادی     |
| زیر هشت       | ۱۳۸۹      | سیروس مقدم        |
| رستگاران      | ۱۳۸۸      | سیروس مقدم        |

### سینمایی
| نام فیلم                | سال تولید | کارگردان        |
| ----------------------- | --------- | --------------- |
| زنبور کارگر             | ۱۳۹۸      | افشین صادقی     |
| دو ماجرا برای یک ازدواج | ۱۳۹۱      | شهرام شاه حسینی |
| طاووس‌های بی‌پر           | ۱۳۸۷      | جواد مزدآبادی   |
| حوالی اتوبان            | ۱۳۸۷      | سیاوش اسعدی     |